# Meurtres au Pays basque
 (mars 2014).
Si vous disposez d'ouvrages ou d'articles de référence ou si vous connaissez des sites web de qualité traitant du thème abordé ici, merci de compléter l'article en donnant les références utiles à sa vérifiabilité et en les liant à la section « Notes et références ».
Série
Meurtres à Guérande
(2015)
Pour plus de détails, voir Fiche technique et Distribution.
Meurtres au Pays basque est un téléfilm franco-belge réalisé par Éric Duret et diffusé en 2014 sur France 3.
Cette fiction est une coproduction de Merlin Productions, AT-Production et la RTBF (télévision belge), avec la participation de TV5 Monde et de France Télévisions, et avec le soutien de la Région Aquitaine.

## Synopsis
Une femme est retrouvée morte affreusement torturée près de Saint-Jean-de-Luz. Le capitaine Marie Daguerre mène l'enquête accompagnée et encombrée par le revêche commandant Becker, flic parisien, qui se trouve être le père du principal suspect disparu.

## Fiche technique
- Titre original : Meurtres au Pays basque
- Réalisation : Éric Duret
- Scénario : Alexandra Julhiet et Marie-Anne Le Pezennec
- Photographie : Marc-André Batigne
- Montage : Violeta Fernandez
- Musique : Frédéric Porte
- Production : Toma de Matteis, François Aramburu et Pascal Fontanille
- Sociétés de production : Merlin Productions, AT-Production et la RTBF (télévision belge), avec la participation de France Télévisions, TV5 Monde, RTS Radio Télévision Suisse et du CNC
- Pays d'origine :  France /  Belgique
- Langue originale : Français
- Genre : Policier
- Durée : 96 minutes
- Date de diffusion : 5 avril 2014 sur France 3 puis rediffusion le 30 juin 2015.

## Audience
- France : 4,1 millions de téléspectateurs[1](première diffusion) (17,1 % de part d'audience)
- France : 3,8 millions de téléspectateurs[2](rediffusion) (17,3 % de part d'audience)

## Distribution
- Antoine Duléry : le commandant Vincent Becker
- Claire Borotra : le capitaine Marie Daguerre
- Julien Alluguette : Mathias Cazes (fils du commandant Becker)
- Sébastien Lalanne : le lieutenant Gabriel Elbaz
- François Dunoyer : Le commissaire Perrat
- Thomas Jouannet : Antonio Vardas
- Smadi Wolfman : Claire Vannier
- Stéphane Caillard : Kattin Arrosteguy
- Xavier Boiron : Coben
- Sidwell Weber : Lola
- Emma Colberti : Dr. Annick Dureil
- Juliette Plumecocq-Mech : Faustine
- Laurent Paris: Rémi Iberra

## Lieux de tournage
Le tournage a lieu dans les Pyrénées-Atlantiques :
- - Bayonne
  - Biarritz
  - Saint-Jean-de-Luz
  - Biriatou
  - Aïnhoa
  - Sare

## Suite
- France 3 a commandé une suite qui sera tournée dans la région de Guérande, intitulé : Meurtres à Guérande

## Voir Aussi
- Ce téléfilm fait partie de la Collection Meurtres à...